# Mounir El Hamdaoui
Mounir El Hamdaoui (Rotterdam, 14 juli 1984), ook bekend als 'Mhami' en 'De Tovenaar van Karlingen' , is een voormalig Nederlands-Marokkaans profvoetballer die doorgaans als aanvaller speelde. Hij was actief tussen 2001 en 2020. Hoewel hij eerder speelde voor Jong Oranje, kwam hij van 2009 tot en met 2013 uit in het Marokkaans voetbalelftal. Als speler van AZ werd El Hamdaoui in het seizoen 2008/09 zowel landskampioen, topscorer van de Eredivisie als Nederlands voetballer van het jaar.

## Clubcarrière

### Excelsior
El Hamdaoui doorliep de jeugdopleiding bij Excelsior uit zijn geboorteplaats Rotterdam. Onder trainer Adrie Koster maakte El Hamdaoui zijn debuut in het seizoen 2001/02. In zijn debuutseizoen scoorde hij twee keer in zes optredens. Hij promoveerde met Excelsior.
In zijn eerste seizoen in de Eredivisie speelde hij 21 wedstrijden waarin hij maar twee keer scoorde. Excelsior degradeerde dat seizoen ook weer terug naar de Eerste divisie. Hier begon hij het seizoen daarop, voetbaljaargang 2003/04, steeds meer doelpunten te maken. Hij scoorde zeventien keer in 33 competitiewedstrijden voor Excelsior. Ook in het seizoen 2004/05 was de aanvaller trefzeker. Tot aan de winterstop scoorde hij elf keer in veertien wedstrijden, waarna de interesse voor hem toenam.

### Tottenham Hotspur
In januari 2005 verhuisde El Hamdaoui van Excelsior voor een half jaar naar Tottenham Hotspur, waar Martin Jol de manager was. Hij tekende in Londen een contract tot medio 2009. Echter kwam hij nooit tot een optreden in de Premier League. Wel speelde hij in de Peace Cup in juli 2005, die de Spurs wonnen na een 3-1-overwinning op Olympique Lyonnais. In een aantal vriendschappelijke wedstrijden scoorde hij echter wel.

### Verhuur aan Derby County
In september 2005 werd El Hamdaoui uitgeleend aan Derby County. In zes optredens kwam hij tot drie doelpunten, voordat een schouderblessure roet in het eten gooide en de spits terugging naar de Spurs. Echter, Derby County bleef hem in de gaten houden, en in januari 2006 keerde hij terug naar Pride Park, opnieuw op huurbasis. Na enkele wedstrijden kreeg hij opnieuw een blessure, waardoor hij vervroegd naar Tottenham Hotspur terugkeerde. In totaal speelde hij voor Derby County negen wedstrijden waarin hij drie keer het net wist te vinden.

### Willem II
In juni 2006 keerde El Hamdaoui terug naar Nederland, om bij Willem II te spelen. Als reden werd het gebrek aan speeltijd opgegeven. Na een indrukwekkende start, met drie goals in vier competitiewedstrijden, raakte hij opnieuw geblesseerd. Hierdoor zat hij negen maanden aan de kant. Wel had hij zich weer in de kijker gespeeld. Mede door de goede prestaties in dit voor hem korte seizoen verdiende hij zijn transfer naar AZ.

### AZ

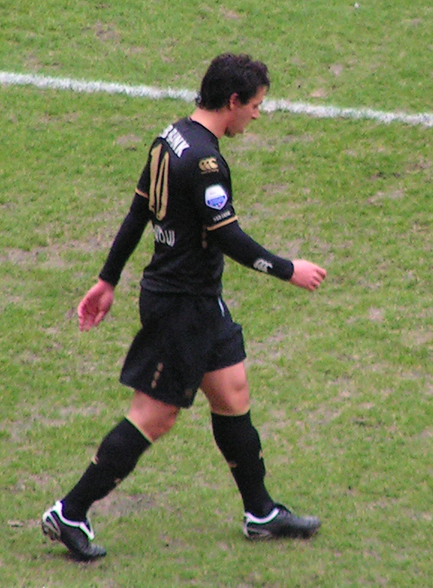
El Hamdaoui in het tenue van AZ.

In augustus 2007 werd er veel gespeculeerd over een vertrek bij Willem II. Uiteindelijk vertrok hij naar AZ en tekende een contract voor vijf seizoenen, als vervanging voor de naar PSV vertrokken Danny Koevermans. Hij speelde in het seizoen 2007/2008 nog wel twee wedstrijden voor Willem II.
Op 16 september 2007 debuteerde hij voor AZ tegen Sparta Rotterdam, hij debuteerde met een doelpunt. In zijn eerste seizoen bij AZ scoorde hij zeven maal in 23 wedstrijden.
Het seizoen 2008/2009 werd een mooi seizoen voor de geboren Rotterdammer. In de eerste wedstrijd van het seizoen maakte hij direct een doelpunt, echter ging de wedstrijd wel met 1-2 verloren tegen NAC Breda. In de winterstop van dat seizoen had El Hamdaoui zestien keer het net gevonden in zeventien wedstrijden, hij scoorde onder andere een hattrick tegen zijn oude club Willem II. AZ stond bovenaan destijds en El Hamdaoui stond aan kop in het topscorersklassement. Aan het einde van het seizoen behaalde hij met de Alkmaarse club het landskampioenschap (voor de tweede keer in de geschiedenis van de club) en werd hij persoonlijk topscorer van de eredivisie met 23 doelpunten achter zijn naam en uitgekozen tot Voetballer van het Jaar 2009.
Aan het begin van het seizoen 2009/2010 veranderde er veel binnen de club AZ. Trainer Louis van Gaal vertrok naar Bayern München en werd vervangen door Ronald Koeman. Hoewel El Hamdaoui tot aan de winterstop negen keer gescoord had in elf wedstrijden, beleefde AZ een slechte competitiestart. AZ stond 24 punten achter op koploper PSV. Vlak voor de winterstop werd trainer Ronald Koeman ontslagen en opgevolgd door Dick Advocaat, die destijds ook nog bondscoach van Rusland was. Advocaat verwachtte dat seizoen vijftien à zestien goals van El Hamdaoui. El Hamdaoui was het hiermee eens en vond dat Advocaat weet wat hij kan. Dit werd de tweede seizoenshelft bewezen want aan het einde van het seizoen had El Hamdaoui twintig keer gescoord in 26 wedstrijden. Hoofdsponsor DSB Bank van voorzitter Dirk Scheringa ging echter failliet waardoor onder andere El Hamdaoui moest vertrekken omdat de balans anders negatief belast werd.

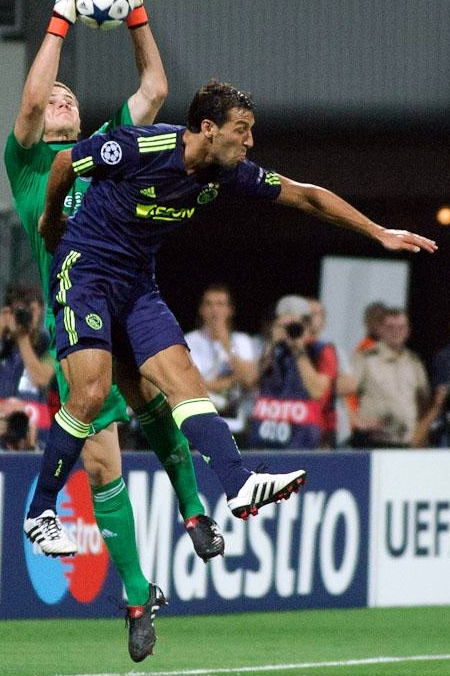
El Hamdaoui als Ajacied in duel met doelman Maksym Koval van Dynamo Kiev (17 augustus 2010).

### Ajax
Op 30 juli 2010 tekende El Hamdaoui een vierjarig contract bij Ajax. Aan deze contractonderhandelingen ging al een conflict vooraf, omdat El Hamdaoui ná de medische keuring extra financiële eisen stelde wegens de derving in omzet van de sportzaak van zijn broer in Rotterdam. El Hamdaoui debuteerde bij Ajax op 8 augustus 2010 in een uitwedstrijd tegen FC Groningen (2-2). Hij scoorde in deze wedstrijd twee keer. Ook scoorde hij in de Champions League-voorronde tegen Dinamo Kiev, waardoor Ajax zich voor het eerst sinds een aantal jaar weer plaatste voor de Champions League.
Na de trainerswissel van Martin Jol voor Frank de Boer begon El Hamdaoui in de CL-wedstrijd tegen AC Milan op de bank. Hierdoor raakte El Hamdaoui zo van streek dat hij 'mentaal en fysiek' niet meer in staat was om voor Ajax uit te komen. Op 3 maart 2011 kreeg El Hamdaoui het weer aan de stok met De Boer. Nadat De Boer El Hamdaoui had gewisseld in de rust van de halve finale van de KNVB beker ontstond er ruzie, waarna El Hamdaoui op 4 maart 2011 uit de selectie werd gezet en tijdelijk voor Jong Ajax uitkwam. Op 21 maart 2011 werd hij weer bij de selectie gehaald.
Op 24 april zou hij zijn laatste wedstrijd van het seizoen spelen voor Ajax, tegen zijn oude club Excelsior. Na dit duel passeerde De Boer hem wederom ten faveure van Siem de Jong. Op de beslissende dag van de kampioenswedstrijd werd El Hamdaoui tijdens de huldiging door een aantal supporters uitgefloten. Na zijn vakantie moest El Hamdaoui zich niet bij het eerste, maar bij Jong Ajax melden. Ondanks het conflict met trainer Frank de Boer werd Mounir El Hamdaoui wel ingeschreven voor het Champions League-seizoen 2011/2012.
In het seizoen 2011/12 behoorde hij niet tot de selectie van het eerste team van Ajax. Ook na veel blessures bij de aanvallers uit de selectie werd El Hamdaoui niet overwogen als speler voor het eerste elftal. Hij speelde enkele wedstrijden voor Jong Ajax.
| Wedstrijden bij Jong Ajax | Wedstrijden bij Jong Ajax | Wedstrijden bij Jong Ajax         | Wedstrijden bij Jong Ajax | Wedstrijden bij Jong Ajax | Wedstrijden bij Jong Ajax |
| No.                       | Datum                     | Wedstrijd                         | Uitslag                   | Soort Wedstrijd           | Doelpunten                |
| ------------------------- | ------------------------- | --------------------------------- | ------------------------- | ------------------------- | ------------------------- |
| 1.                        | 05-12-2011                | Jong AZ - Jong Ajax               | 1-0                       | Beloften Competitie       | Geen                      |
| 2.                        | 19-03-2012                | Jong Ajax - Jong Heerenveen/Emmen | 2-0                       | Beloften Competitie       | 1                         |
| 3.                        | 29-03-2012                | Jong Ajax - Jong NEC/FC Oss       | 4-1                       | Beloften Competitie       | 1                         |

### Fiorentina en Málaga
Op 11 juli 2012 werd bekendgemaakt dat El Hamdaoui naar Fiorentina vertrok. Fiorentina betaalde naar verluidt 850.000 euro voor El Hamdaoui, die in 2010 voor zo'n vijf miljoen euro van AZ naar Amsterdam verhuisde. Op 25 augustus 2012 maakte hij zijn debuut voor Fiorentina, in een met 2-1 gewonnen wedstrijd tegen Udinese. In zijn eerste seizoen speelde hij negentien wedstrijden, waarin hij driemaal scoorde. In augustus 2013 werd El Hamdaoui door Fiorentina voor een jaar verhuurd aan het Spaanse Málaga. In het contract werd een optie tot koop door Málaga opgenomen.
Eind 2013 mocht El Hamdaoui niet meer in actie komen voor Málaga, omdat trainer Bernd Schuster hem te zwaar vond. Hij moest eerst enkele kilo's afvallen.

### Terugkeer bij AZ
Na eerder met Excelsior te hebben meegetraind, werd op 13 september 2015 duidelijk dat El Hamdaoui meetrainde met zijn oude club AZ. Hier tekende hij op 20 oktober 2015 een contract voor de rest van het seizoen. In januari vertrok hij echter weer bij AZ.

### Midden-Oosten
In januari 2016 vertrok El Hamdaoui naar Umm-Salal SC uit Qatar. Dit verruilde hij zeven maanden later voor Al Taawoun FC, de nummer vier van de Saudi Premier League in het voorgaande seizoen. Hier kwam hij te spelen onder de daar, twee maanden eerder aangestelde coach Darije Kalezić.

### FC Twente en Excelsior
Nadat El Hamdaoui in mei 2017 transfervrij werd, hield hij zijn conditie op peil bij AZ. Hij trainde in januari 2018 mee bij Jong Twente. Hij speelde op 14 januari een oefenwedstrijd met FC Twente en tekende drie dagen later een contract voor een half jaar bij de club. Hij degradeerde met de club uit de Eredivisie.
In september 2018 tekende El Hamdaoui een contract bij Excelsior tot het einde van het seizoen 2018/19. Hij degradeerde met de club uit de Eredivisie.

### Al Kharaitiyat
In augustus 2019 vervolgde El Hamdaoui zijn loopbaan bij Al Kharaitiyat dat uitkomt op het tweede niveau in Qatar.

### Amateurvoetbal
Eind 2020 beëindigde El Hamdaoui zijn profcarrière. Hij ging vanaf oktober 2020 op amateurniveau spelen bij D.H.S.C., dat in de Hoofdklasse uitkomt. Medio 2022 zou hij naar SteDoCo gaan, Een maand later zegde hij de club af, omdat hij het te druk had met zijn werk als spelersbegeleider bij AZ.

## Clubstatistieken
| Seizoen                           | Club              | Competitie       | Competitie | Competitie | Beker | Beker | Internationaal | Internationaal | Overig | Overig | Totaal | Totaal |
| Seizoen                           | Club              | Competitie       | Wed.       | Dlp.       | Wed.  | Dlp.  | Wed.           | Dlp.           | Wed.   | Dlp.   | Wed.   | Dlp.   |
| --------------------------------- | ----------------- | ---------------- | ---------- | ---------- | ----- | ----- | -------------- | -------------- | ------ | ------ | ------ | ------ |
| 2001/02                           | Excelsior         | Eerste divisie   | 6          | 2          | 0     | 0     | 0              | 0              | 0      | 0      | 6      | 2      |
| 2002/03                           | Excelsior         | Eredivisie       | 21         | 2          | 6     | 6     | 0              | 0              | 6      | 2      | 33     | 10     |
| 2003/04                           | Excelsior         | Eerste divisie   | 33         | 17         | 3     | 2     | 0              | 0              | 6      | 4      | 42     | 23     |
| 2004/05                           | Excelsior         | Eerste divisie   | 14         | 11         | 0     | 0     | 0              | 0              | 0      | 0      | 14     | 11     |
| 2004/05                           | Tottenham Hotspur | Premier League   | 0          | 0          | 0     | 0     | 0              | 0              | 0      | 0      | 0      | 0      |
| 2005/06                           | → Derby County    | Championship     | 9          | 3          | 0     | 0     | 0              | 0              | 0      | 0      | 9      | 3      |
| 2006/07                           | Willem II         | Eredivisie       | 4          | 3          | 0     | 0     | 0              | 0              | 0      | 0      | 4      | 3      |
| 2007/08                           | Willem II         | Eredivisie       | 2          | 0          | 0     | 0     | 0              | 0              | 0      | 0      | 2      | 0      |
| 2007/08                           | AZ                | Eredivisie       | 23         | 7          | 3     | 0     | 0              | 0              | 0      | 0      | 26     | 7      |
| 2008/09                           | AZ                | Eredivisie       | 31         | 23         | 3     | 1     | 0              | 0              | 0      | 0      | 34     | 24     |
| 2009/10                           | AZ                | Eredivisie       | 27         | 20         | 2     | 1     | 4              | 1              | 1      | 1      | 34     | 23     |
| 2010/11                           | Ajax              | Eredivisie       | 26         | 13         | 2     | 3     | 10             | 3              | 0      | 0      | 38     | 19     |
| 2011/12                           | Ajax              | Eredivisie       | 0          | 0          | 0     | 0     | 0              | 0              | 0      | 0      | 0      | 0      |
| 2012/13                           | Fiorentina        | Serie A          | 19         | 3          | 1     | 0     | 0              | 0              | 0      | 0      | 20     | 3      |
| 2013/14                           | → Málaga          | Primera División | 13         | 3          | 0     | 0     | 0              | 0              | 0      | 0      | 13     | 3      |
| 2014/15                           | Fiorentina        | Serie A          | 3          | 1          | 0     | 0     | 0              | 0              | 0      | 0      | 3      | 1      |
| 2015/16                           | AZ                | Eredivisie       | 7          | 1          | 0     | 0     | 0              | 0              | 0      | 0      | 7      | 1      |
| 2015/16                           | Umm-Salal         | Qatari League    | 3          | 4          | 0     | 0     | 0              | 0              | 0      | 0      | 3      | 4      |
| 2016/17                           | Al Taawoun        | Saudi League     | 12         | 5          | 1     | 0     | 0              | 0              | 0      | 0      | 13     | 5      |
| 2017/18                           | FC Twente         | Eredivisie       | 5          | 0          | 1     | 0     | 0              | 0              | 0      | 0      | 6      | 0      |
| 2018/19                           | Excelsior         | Eredivisie       | 24         | 4          | 1     | 0     | 0              | 0              | 0      | 0      | 25     | 5      |
| 2019/20                           | Al Kharaitiyat    | Qatari League    | 2          | 1          | 0     | 0     | 0              | 0              | 0      | 0      | 2      | 1      |
| Carrière totaal                   | Carrière totaal   | Carrière totaal  | 260        | 123        | 23    | 13    | 14             | 4              | 13     | 7      | 335    | 148    |
| Bijgewerkt tot en met 8 juli 2021 |                   |                  |            |            |       |       |                |                |        |        |        |        |

## Interlands

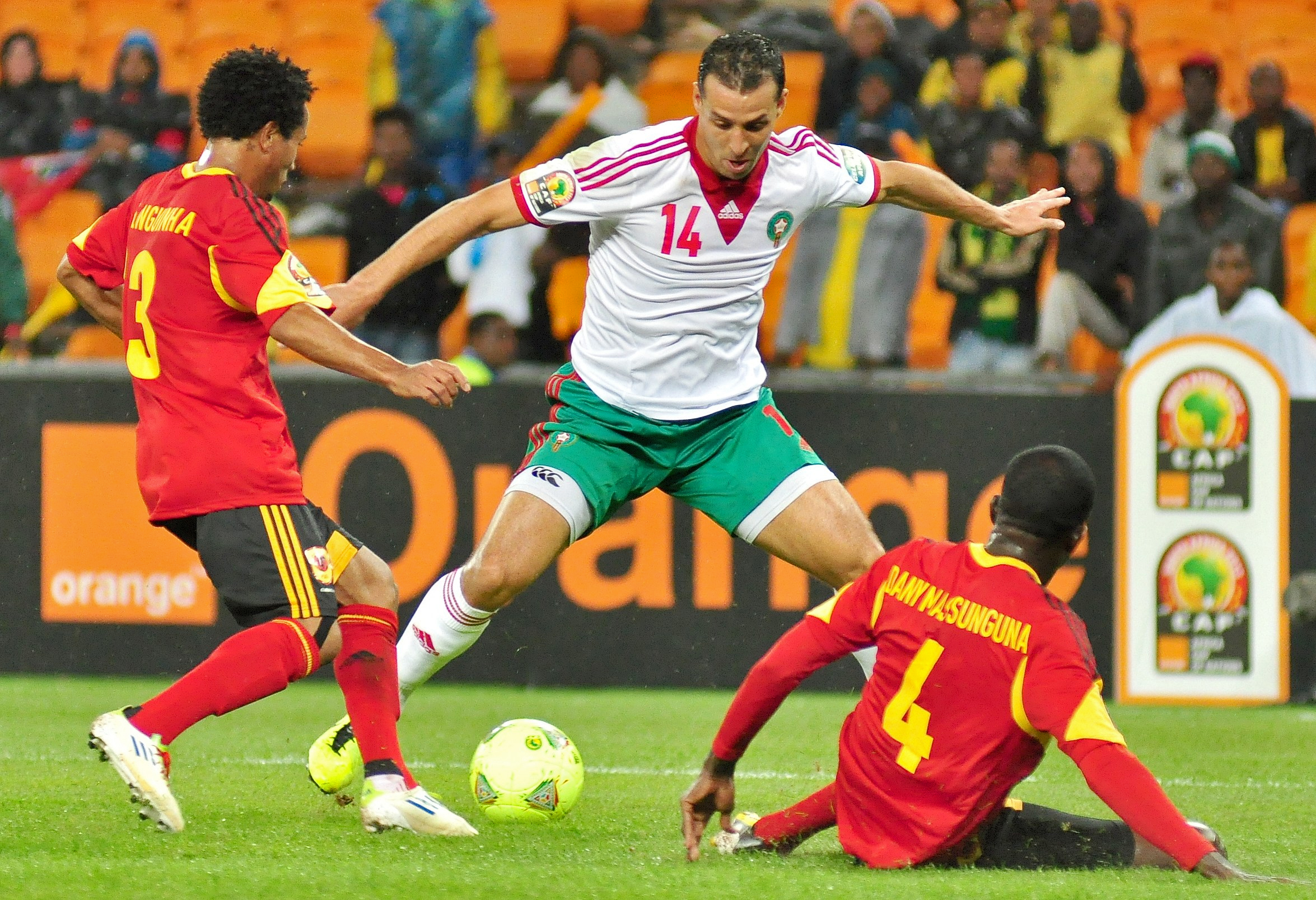
El Hamdaoui in actie tijdens Angola–Marokko op de Afrika Cup 2013.

Hoewel hij is geboren in Nederland en voor Nederland –21 heeft gespeeld, koos El Hamdaoui er in 2005 echter voor om Marokko te vertegenwoordigen. In 2005 speelde hij een wedstrijd met het Marokkaanse B-elftal tegen het team van Saoedi-Arabië.
In een interview op 6 november 2006 met Voetbal International onthulde El Hamdaoui dat hij weliswaar de beslissing had genomen om voor het Marokkaanse elftal uit te komen, maar dat hij daarop terug wilde komen omdat hij zich gebruikt voelde door de Marokkaanse voetbalbond. Om die reden wilde hij zich daarop beschikbaar stellen voor het Nederlands elftal. Aangezien de Nederlandse Marokkaan al een statusverandering had aangevraagd bij de FIFA om voor Marokko uit te kunnen komen en dit slechts eenmaal is toegestaan, kon hij inmiddels alleen voor Marokko uitkomen. Desondanks werd er in oktober 2008 door de media gesuggereerd dat een overstap toch mogelijk zou zijn. De FIFA bevestigde diezelfde maand nog dat de aanvaller niet meer voor het Nederlands elftal kon kiezen.
El Hamdaoui debuteerde op 11 februari 2009 voor Marokko, in een oefeninterland tegen Tsjechië. Hij kwam uiteindelijk tot 15 interlands, waarin hij driemaal scoorde.

## Mijlpaal
Op 21 augustus 2010 ging El Hamdaoui de boeken in als de maker van het 50.000e doelpunt in de Nederlandse Eredivisie. Hij deed dit in de wedstrijd Ajax–Roda JC.

## Erelijst
| Competitie           |        |         |    |    |
| Competitie           | Aantal | Jaren   |    |    |
| AZ                   | AZ     | AZ      | AZ | AZ |
| -------------------- | ------ | ------- | -- | -- |
| Kampioen Eredivisie  | 1×     | 2008/09 |    |    |
| Johan Cruijff Schaal | 1×     | 2009    |    |    |
| Ajax                 |        |         |    |    |
| Kampioen Eredivisie  | 1×     | 2010/11 |    |    |

Individueel
- Topscorer Eredivisie: seizoen 2008/09 (in dienst van AZ)
- Nederlands voetballer van het jaar: seizoen 2008/09 (in dienst van AZ)